# 屍中罪
是一套2009年的美國超自然劇情電影，故事改編自艾莉絲·希柏德的2002年同名小說。電影由彼得·杰克逊執導，他與法蘭·華許和菲利帕·鮑恩斯編劇，史提芬·史匹堡擔任執行製作人。瑟夏·羅南、馬克·華伯格、麗素·慧絲、米高·伊派里奧里和蘇珊·莎蘭登主演。

## 劇情
故事發生於1973年，主人翁蘇西·沙蒙是一個14歲的女孩，電影一開頭已被姦殺與分屍。蘇西死後到了她想像的私人天堂，從而看到親友怎樣面對她的死亡，卻因為只是靈魂而無法與人類接觸，更對事情的發展無能為力。她會對家人某些選擇感到生氣與挫折，但看到家人堅強生活下去亦覺得安慰。某天，她卻看到殺害她的兇手打算對她的妹妹下手...

## 角色
- 瑟夏·羅南 飾 蘇西·沙蒙（Susie Salmon）
  - Evelyn Lennon 飾 蘇西（3歳）
- 馬克·華伯格 飾 傑克·沙蒙（Jack Salmon）
- 麗素·慧絲 飾 艾比蓋兒·沙蒙（Abigail Salmon）
- 蘇珊·莎蘭登 飾 琳恩外婆（Grandma Lynn）
- 蘿絲·麥可佛 飾 琳西·沙蒙（Lindsey Salmon）
- Christian Thomas Ashdale 飾 巴克利·沙蒙（Buckley Salmon）
- 史丹利·特治 飾 喬治·哈維（George Harvey）
- 米高·伊派里奧里 飾 探員Len Fenerman
- 瑞斯·里奇（英语：Reece Ritchie） 飾 Ray Singh
- Charlie Saxton（英语：Charlie Saxton） 飾 Ronald Drake
- AJ·蜜雪卡 飾 Clarissa
- 嘉露蓮·丹多（英语：Carolyn Dando） 飾 Ruth Connors
- 司徒少英（英语：Nikki SooHoo） 飾 Denise "Holly" Le Ang
- 傑克·阿貝爾 飾 Brian Nelson
- 湯瑪士·麥卡錫 飾 Principal Caden
- 安德魯·詹姆士·亞倫（英语：Andrew James Allen） 飾 Samuel Heckler

## 評價

### 獎項
| 獎項                     | 類別           | 被提名者    | 結果 |
| ------------------------ | -------------- | ----------- | ---- |
| 第67屆金球獎             | 最佳男配角     | 史丹利·杜奇 | 提名 |
| 第16屆美國演員工會獎     | 最佳男配角     | 史丹利·杜奇 | 提名 |
| 2009年華盛頓影評人協會獎 | 最佳男配角     | 史丹利·杜奇 | 提名 |
| 2009年華盛頓影評人協會獎 | 最佳藝術指導   | 《屍中罪》  | 提名 |
| 2009年廣播影評人協會獎   | 最佳女主角     | 莎柔絲·羅南 | 提名 |
| 2009年廣播影評人協會獎   | 最佳新生代演員 | 莎柔絲·羅南 | 獲獎 |
| 2009年廣播影評人協會獎   | 最佳男配角     | 史丹利·杜奇 | 提名 |
| 2009年廣播影評人協會獎   | 最佳藝術指導   | 《屍中罪》  | 提名 |
| 2009年廣播影評人協會獎   | 最佳攝影       | 《屍中罪》  | 提名 |
| 2009年廣播影評人協會獎   | 最佳視覺效果   | 《屍中罪》  | 提名 |

## 外部連結
- 官方网站
- 開眼電影網上《蘇西的世界》的資料（繁體中文）
- 豆瓣电影上《可爱的骨头》的資料 （简体中文）
- 时光网上《可爱的骨头》的資料（简体中文）
- AllMovie上《屍中罪》的资料（英文）
- 爛番茄上《屍中罪》的資料（英文）
- Box Office Mojo上《屍中罪》的資料（英文）
- TCM电影资料库上《屍中罪》的资料（英文）
- Metacritic上《屍中罪》的資料（英文）
- About.com上《屍中罪 （页面存档备份，存于）》的資料（英文）
- 互联网电影数据库（IMDb）上《屍中罪》的资料（英文）